# Olivier Bernhard
Olivier Bernhard (16 de junio de 1968) es un deportista suizo que compitió en duatlón. Ganó una medalla en el Campeonato Europeo de Duatlón de 1990, y tres medallas en el Campeonato Mundial de Duatlón de Larga Distancia entre los años 1997 y 1999.

## Palmarés internacional
| Campeonato Europeo | Campeonato Europeo | Campeonato Europeo | Campeonato Europeo |
| Año                | Lugar              | Medalla            | Prueba             |
| ------------------ | ------------------ | ------------------ | ------------------ |
| 1990               | Zofingen ( Suiza)  | Medalla de bronce  | Individual         |

| Campeonato Mundial | Campeonato Mundial | Campeonato Mundial | Campeonato Mundial |
| Año                | Lugar              | Medalla            | Prueba             |
| ------------------ | ------------------ | ------------------ | ------------------ |
| 1997               | Zofingen ( Suiza)  | Medalla de bronce  | Individual         |
| 1998               | Zofingen ( Suiza)  | Medalla de oro     | Individual         |
| 1999               | Zofingen ( Suiza)  | Medalla de oro     | Individual         |